# Bantengputih
Bantengputih is een bestuurslaag in het regentschap Lamongan van de provincie Oost-Java, Indonesië. Bantengputih telt 1389 inwoners (volkstelling 2010).